# Frankston City
Frankston City is een Local Government Area (LGA) in Australië in de staat Victoria. Frankston City telt 122.247 inwoners. De hoofdplaats is Frankston.
Frankston is de geboorteplaats van de Ierse zanger Johnny Logan (1954).